# Ichneumon lotatorius
Ichneumon lotatorius är en stekelart som beskrevs av Fabricius 1775. Ichneumon lotatorius ingår i släktet Ichneumon och familjen brokparasitsteklar. Inga underarter finns listade i Catalogue of Life.